# شوم‌گردی
شوم‌گردی (انگلیسی: Doomscrolling) اشاره صرف زمان زیادی برای خواندن مقادیر زیادی از اخبار منفی آنلاین است. شوم‌گردان شکل وسواس‌گونه رسانه‌های اجتماعی و وب‌سایت‌ها برای یافتن اخبار بد جستجو می‌کنند که همین باعث ترشح هورمون‌های استرس‌زا می‌شود. در سال ۲۰۱۹، یک مطالعه توسط آکادمی ملی علوم نشان داد که شوم‌گردی می‌تواند با کاهش سلامت روانی و جسمی مرتبط باشد.

## تاریخ

### ریشه‌ها
شوم‌گردی را می‌توان با پدیده‌ای قدیمی‌تر از دهه ۱۹۷۰ به نام سندروم دنیای متوسط مقایسه کرد که این‌گونه توصیف می‌شود: «باور به این که دنیا مکان خطرناک‌تری برای زندگی است نسبت به واقعیت در نتیجه قرار گرفتن طولانی‌مدت در معرض خشونت. -محتوای مرتبط در تلویزیون». مطالعات نشان می‌دهد که دیدن اخبار ناراحت‌کننده باعث می‌شود افراد به دنبال اطلاعات بیشتر در مورد موضوع باشند و چرخه‌ای برای خود ماندگاری ایجاد کند.

### محبوبیت
این اصطلاح در اوایل دهه ۲۰۲۰ به واسطه رویدادهایی مانند همه‌گیری COVID-19، اعتراضات جورج فلوید، انتخابات ریاست جمهوری ۲۰۲۰ ایالات متحده، هجوم به ساختمان کنگره ایالات متحده در سال ۲۰۲۱، و حمله روسیه به اوکراین در سال ۲۰۲۲، محبوبیت یافت که همه این موارد باعث تشدید شوم‌گردی شده‌اند.